# Лусеро Суарес
Лусеро Суарес (на испански: Lucero Suárez) е мексиканска продуцентка и сценаристка на теленовели. Реализира цялата си кариера в Телевиса.

## Биография
Лусеро Суарес започва кариерата си в телевизията като директор продукция на теленовелите, продуцирани от Карлос Тейес. През 1996 г. дебютира като изпълнителен продуцент, а първата теленовела, която продуцира, е За цял живот, адаптация на мексиканската теленовела Да живееш по малко, която е базирана на чилийската теленовела Мащеха от Артуро Моя Грау. През 1998 г. продуцира теленовелата Пламенна ненавист, чиято адаптация е създадена от Суарес (неин дебют като сценарист) заедно с мексиканската писателка, сценаристка и драматург Марсия дел Рио, базирани на радионовелата от Илда Моралес де Айоис.

## Творчество

### Изпълнителен продуцент
- Монтеверде (2025)
- Бегълци, в търсене на свобода (2024)
- Прости нашите грехове (2023)
- Помощ! Влюбвам се (2021)
- Подарен живот (2020)
- Ринго (2019)
- Влюбвам се в Рамон (2017)
- Съседката (2015/16)
- Че те обичам, обичам те (2013/14)
- Влюбено сърце (2011/12)
- Сакатийо (2010)
- Скъпа неприятелко (2008)
- Двете лица на Ана (2006/07)
- Пабло и Андреа (2005)
- Да обичаш отново (2003)
- Деветата заповед (2001)
- Пламенна ненавист (1998)
- Първа част на За цял живот (1996)

### Продуцент
- Трябваше да си ти (1992/93)

### Директор продукция
- В собствено тяло (1990/91)
- Странното завръщане на Диана Саласар (1988)
- Свърталище на вълци (1986/87)
- Момиченце (1985/86)
- Хуана Ирис (1985)

### Сценарист
Адаптации
- Монтеверде (2025) с Химена Меродио, Кармен Сепулведа и Луис Алберто Рейносо, оригинал от Алехандро Кабрера
- Бегълци, в търсене на свобода (2024) с Химена Меродио, Кармен Сепулведа и Луис Рейносо, оригинал от Диего Муньос
- Прости нашите грехове (2023) с Химена Меродио, Кармен Сепулведа и Луис Рейносо, оригинал от Пабло Илянес
- Помощ! Влюбвам се (2021) с Кармен Сепулведа, Едуин Валенсия и Луис Рейносо, оригинал от Хорхе Маестро и Ернесто Коровски
- Ринго (2019) с Кармен Сепулведа, Луис Рейносо и Майкел Понхуан, оригинал от Леандро Калдероне
- Влюбвам се в Рамон (2017) с Кармен Сепулведа, Едуин Валенсия и Луис Рейносо, оригинал от Дорис Сеги
- Съседката (2015/16) с Кармен Сепулведа, Едуин Валенсия и Луис Рейносо, оригинал от Моника Агудело
- Че те обичам, обичам те (2013/14) с Кармен Сепулведа, Едуин Валенсия и Луис Рейносо, оригинал от Валентина Парага
- Влюбено сърце (2011/12) с Кармен Сепулведа, Едуин Валенсия и Луис Рейносо, оригинал от Валентина Парага
- Сакатийо (2010) с Кармен Сепулведа, Едуин Валенсия и Луис Рейносо, оригинал от Педро Пабло Кинтания
- Скъпа неприятелко (2008) с Кармен Сепулведа и Едуин Валенсия, оригинал от Пабло Сера и Ерика Йохансон
- Пламенна ненавист (1998) с Марсия дел Рио, оригинал от Илда Моралес де Айоис

Ко-адаптации
- Подарен живот (2020) с Едуин Валенсия и Кармен Сепулведа, оригинал от Мария Хосе Гайегиос

### Режисьор на сцена в локация
- Втора част на Пламенна ненавист (1998)

## Награди и номинации
Награди TVyNovelas
| Година | Категория                        | Теленовела              | Резултат   |
| ------ | -------------------------------- | ----------------------- | ---------- |
| 2018   | Най-добра теленовела             | Влюбвам се в Рамон      | Номинирана |
| 2018   | Най-добър екип                   | Влюбвам се в Рамон      | Номинирана |
| 2018   | Най-добър сценарий или адаптация | Влюбвам се в Рамон      | Номинирана |
| 2016   | Най-добра теленовела             | Съседката               | Номинирана |
| 2016   | Най-добър екип                   | Съседката               | Номинирана |
| 2016   | Най-добър сценарий или адаптация | Съседката               | Номинирана |
| 2014   | Най-добра теленовела             | Че те обичам, обичам те | Номинирана |
| 2009   | Най-добра теленовела             | Querida enemiga         | Номинирана |
| 2007   | Най-добра теленовела             | Двете лица на Ана       | Номинирана |

Califa de Oro (Мексико) 2010
| Категория                        | Теленовела | Резултат |
| -------------------------------- | ---------- | -------- |
| Най-добра теленовела на годината | Сакатийо   | Печели   |